# Alena Zacharawa
Alena Zacharawa (biał. Алена Захарава; ur. 19 września 1987 w Kiszyniowie) – białoruska wioślarka.

## Osiągnięcia
- Mistrzostwa Świata Juniorów – Banyoles 2004 – czwórka bez sternika – 2. miejsce[1].
- Mistrzostwa Świata Juniorów – Banyoles 2004 – ósemka – 6. miejsce[1].
- Mistrzostwa Świata U-23 – Hazewinkel 2006 – ósemka – 2. miejsce[1].
- Mistrzostwa Świata – Eton 2006 – ósemka – 11. miejsce[1].
- Mistrzostwa Świata U-23 – Glasgow 2007 – ósemka – 1. miejsce[1].
- Mistrzostwa Europy – Poznań 2007 – ósemka – 4. miejsce[1].